# Monocymia harmina
Monocymia harmina là một loài bướm đêm trong họ Noctuidae.